# Google News
Google News és un agregador i cercador de notícies automatitzat que rastreja de forma constant la informació dels principals mitjans de comunicació en línia. També rep el nom de Google Notícies, malgrat que tant la llengua catalana i tots els mitjans existents en català hi són omesos de la interfície d'usuari i del motor de cerca.
El lloc web de Google Notícies, elaborat per Google Inc., s'actualitza cada 15 minuts i va ser iniciat en versió beta l'abril de 2002. Hi ha més de 60 edicions regionals en diferents idiomes; tot i que llengües com el català i l'occità no s'hi poden trobar, sí que s'hi poden consultar edicions entre da'altres en alemany, anglès, àrab, castellà, coreà, francès, grec, hebreu, hindi, italià, japonès, neerlandès, noruec, portuguès, rus, suec, txec i xinès. Cada una d'aquestes edicions està adaptada específicament als lectors dels respectius països. La promoció d'aquest lloc assegura la neutralitat en la selecció de les notícies mostrades perquè no hi ha intervenció humana en el procés.

## Funcionalitats
- Permet ordenar o canviar la quantitat de notícies en entrar al portal. Totes les preferències es guarden en una galeta enviada al navegador web.
- La llista de notícies és de 30 dies màxim de consulta.
- La llista de notícies està disponible tant en versió imatges com en versió de text.
- En la aplicació mòbil Google News desenvolupà una opció per trencat la bombolla de filtres, anomenada "Full Coverage".[4]

## Drets d'autor
Des que el projecte fou iniciat, un seguit d'editorials i publicadors volen que Google pagui per a l'ús de les seves imatges i notícies. No obstant això, dos factors han fet que aquestes demandes en contra de Google en general no fructifiquin: la publicitat gratuïta i el "no-ús" del contingut de la notícia (només s'usa la redirecció per visualitzar la notícia).
A Bèlgica, l'associació de premsa Copiepresse, després d'un procés judicial, en 2007 va aconseguir que les notícies dels seus mitjans associats fossin retirades de l'agregador per violació dels drets d'autor, ratificada en 2011, i finalment va haver d'arribar a un acord per poder-los publicar.
A Espanya, la reforma de la Llei de Propietat Intel·lectual de 2014 limita l'agregació i cerca de notícies en línia i la finalitat educativa i de recerca, i amb la seva aplicació, Google va tancar el servei a Espanya, i eliminant els enllaços a mitjans espanyols en castellà, amb l'afegit que els mitjans en català mai havien estat inclosos.